# Giovanni Colombini
Giovanni Colombini (Siena, Toscana, 1304 - San Salvatore sull'Amiata, de camí a Acquapendente, 31 de juliol de 1367) fou un mercader toscà que, molt devot, va fundar l'orde religiós dels Jesuats. És venerat com a beat per l'Església catòlica.

## Biografia
De família rica, es dedicà al comerç de teixits de llana (en tenia una empresa important, amb filials a Perusa), la banca i a la política a Siena, i en fou gonfaloner i prior. Sempre atrafegat pel treball, no va trobar temps per casar-se fins als quaranta anys, quan va fer-ho amb l'hereva Biagia Cerretani, amb qui tingué un fill i una filla. Quan tenia cinquanta anys va llegir una vida de Santa Maria Egipcíaca escrita per Iacopo da Varazze, i Colombini va tenir una crisi espiritual que va fer que renunciés a l'estil de vida que fins llavors havia portat, i comença a portar una vida evangèlica i a predicar al carrer, exposant-se a les burles malgrat tractar-se d'una persona respectada i coneguda a la ciutat. D'acord amb la seva dona, Monna Biagia, va establir a casa seva un hospital per acollir els necessitats; vuit anys després, la seva esposa també va fer un gir semblant. Quan el seu fill va morir i la seva filla va fer-se monja, Colombini, d'acord amb la seva esposa, va repartir la seva fortuna en tres parts (va deixar-ne una altra com a pensió vitalícia per a l'esposa): per a mantenir l'hospital una i les altres dues per a dos convents. Amb Francesco di Mino Vincenti va fer una vida de pobresa, demanant almoina per menjar i ajudant els altres i predicant.
A poc a poc, s'hi afegiren altres persones, com tres membres de la família Piccolomini i d'altres famílies patrícies o la seva cosina Caterina Colombini Les autoritats, preocupades perquè Colombini incitava els joves a la "follia per Crist", van fer-lo fora de la ciutat i amb vint-i-cinc companys van recórrer Arezzo, Città di Castello, Pisa i altres pobles predicant una espiritualitat senzilla i devota, dedicant-se a ajudar els malalts i pobres.
Aquest grup,, fundat cap al 1360 i que anà creixent, no portava hàbit ni vivia en comunitat: es podia assimilar a una confraria de laics. Seguint l'exemple de Francesc d'Assís no es plantejava d'accedir al sacerdoci, sinó de viure al món cristianament, de manera evangèlica. El seu ús freqüent del nom de Jesús i la locució "Lloeu Jesús", i pel fet que eren "injesuats" (transformats en Jesús), va fer que la gent comencés a anomenar-los jesuats (gesuati en italià). També van tenir una especial veneració per Sant Jeroni, de qui van prendre el nom oficial: Clergues Apostòlics de Sant Jeroni.
Perquè la confraria no es dissolgués quan faltessin, el 1367 Colombini anà a Viterbo per demanar al papa Urbà V que l'aprovés com a orde religiós, donant-li estabilitat. El papa va fer-los investigar per la seva similitud amb els Fraticelli, però va trobar que no en compartien els punts de vista i no comportaven perill i accedí. El papa establí que portessin un hàbit de sarga blanc i caputxa de quatre puntes amb coll rodó, amb capa grisenca-marronosa, cinyell de cuir i sandàlies, i que fessin vida comunitària en convents. Havien de tenir cura dels malalts, enterrar els morts, fer pregària i penitències estrictes.
Només una setmana després de l'aprovació de l'institut, el 31 de juliol, Colombini va morir, deixant Mino com a successor seu al davant de la confraria.

## Obres
Se'n conserven 114 cartes de Colombini adreçades a les monges de Santa Bonda, de caràcter místic. L'estil és viu i senzill, amb abundants dialectalismes, i d'una espiritualitat molt propera a la franciscana. Se li han atribuït alguns poemetes sacres, però només s'ha demostrat l'autoria de Diletto Gesù Cristo, chi ben t'ama.

## Veneració
El seu cos fou portat a Siena i avui es troba a l'altar de la Mare de Déu de la Chiesa Nuova dell'Immacolata di S. Francesco all'Alberino. Fou beatificat per Gregori XIII, establint-ne la festa el 31 de juliol, amb celebració obligada a Siena.